# Hunter Burgan
Hunter Lawrence Burgan (Long Beach, California, Estados Unidos, 14 de mayo de 1976) es el tercer y actual bajista del grupo AFI. Antes de unirse a AFI tocaba en un grupo llamado The Force. Se suponía que iba a ser un bajista temporal para un par de giras y el disco, Shut Your Mouth and Open Your Eyes, pero finalmente se convirtió en el bajista permanente de AFI en noviembre de 1997. The Force se disolvieron en 1998. 
A Burgan le encanta Prince, por lo cual creó un proyecto paralelo llamado Hunter Revenge dedicado a tocar canciones inspiradas en el estilo de la primera época de Prince. Burgan toca la batería, el bajo, la guitarra, el saxofón, el piano y el Ukelele. Un segundo proyecto lanzado en 2013 fue llamado Las Gatas Beach Club, el cual contiene sonidos de Ukelele interpretados por Burgan. Es la persona que toca el piano en la canción "The Chicken Song" de AFI. Era el baterista y miembro fundador de The Frisk, los cuales tocaron su último concierto en diciembre de 2005. Ha sido batería de The Eyeliners y Halo Friendlies en algunas giras. También es el escritor e ilustrador de un libro que lleva por título "Success?!". Burgan es vegano.
Burgan usa bajos American Jazz de Fender com amplificadores Ampeg.

## Discografía
- 1997: Shut Your Mouth and Open Your Eyes
- 1999: Black Sails In the Sunset
- 2000: The Art of Drowning
- 2003: Sing the Sorrow
- 2006: Decemberunderground
- 2009: Crash Love
- 2013: Burials
- 2017: AFI (The Blood Album)
- 2021: Bodies